# 德跃镇
德跃镇是中国四川省泸州市古蔺县曾经下辖的一个镇。

## 行政区划
德跃镇撤销前下辖德耀街社区、福来村、洪光村、燕岩村、永华村、集美村、凤凰村、双凤村、柏坪村。